# Conquistador (1745)
El Conquistador fue un navío de línea de 64 cañones nominales de la Real Armada Española. Su nombre de advocación, como todo buque de la Armada de nombre no religioso era, en este caso, Jesús, María y José. Fue construido en La Habana entre 1744 y 1745. De acuerdo con el sistema de clasificación de la Royal Navy quedó categorizado como navío de tercera clase.  Su teatro de operaciones se redujo al Mar Caribe y no conoció otra zona de actuación durante toda su breve existencia como navío de la Armada española.

## Construcción
El barco fue encargado al Real Astillero de La Habana, donde se colocó la quilla el 15 de abril de 1744. El barco fue botado el 28 de enero de 1745 y entregado oficialmente a la Armada española el 28 de mayo de 1745. Constituyó clase con el Dragón. Su construcción fue dirigida por Juan de Acosta, respondiendo al diseño de Cipriano Autrán, de acuerdo con el sistema de construcción "a la española" de José Antonio de Gaztañeta. A pesar de contar con 64 cañones nominales, Jacobo de la Pezuela el día de su captura relata que disponía de 60 y al formar parte de la escuadra de Andrés Reggio, 66; otras fuentes, por contra, elevan su dotación hasta los 70.

## Historial de servicio
En julio de 1745, el barco partió de La Habana con el navío Fuerte en un viaje de patrulla, donde la misión era buscar naves corsarias británicas en las costas de Campeche. En el camino capturaron tres fragatas hasta regresar a La Habana el 4 de agosto en la escuadra Andrés Reggio. El 6 de agosto protegió un convoy de La Habana a Veracruz. El 25 de octubre de 1745 el barco zarpó de La Habana en la escuadra de Benito Antonio Espínola rumbo a Cádiz con un cargamento de caudales, pero la escuadra tuvo que virar en redondo y regresar a puerto debido a los vientos desfavorables. El 19 de noviembre de 1745 partió en misión de patrullaje junto con el Dragón y la fragata Bizarra, de cincuenta cañones, en la zona entre Cabo San Antonio y la Isla de la Tortuga, finalizando la comisión el 13 de diciembre de 1745. En abril de 1746 el barco estaba siendo reparado en La Habana.
En junio de 1746, el barco zarpó de La Habana con el Nueva España y el paquebote Diligente más una balandra en viaje de patrulla hacia las costas de Cuba contra los corsarios. Salió de La Habana en 1747 con el África en un viaje de patrulla a Bahía Honda. El barco zarpó nuevamente de La Habana en 1747 con la fragata Bizarra, el Nueva España y Reina rumbo a Puerto Rico. 

### Combate naval de La Habana de 1748
Estando encuadrado en la escuadra de Andrés Reggio, el 1 de octubrejul./ 12 de octubre de 1748greg., al mando de su capitán, Tomás de San Justo, el barco participó en combate naval cerca de La Habana, en la que seis navíos de línea de la flota española que escoltaban el convoy se encontraron con otros tantos siete navíos de la Royal Navy británica al mando del contralmirante Charles Henry Knowles.
En principio ambas escuadras se avistaron a gran distancia, haciendo ineficaz a la artillería. Hacia las 14:30, al estar las dos escuadras más cerca, se inició una enérgica batalla. La línea española estaba bien formada, mientras que los navíos británicos HMS Warwick y el HMS Canterbury quedaban muy a popa, de modo que durante casi dos horas los británicos solo contaban con cuatro barcos frente a seis de los españoles. Durante este tiempo, el HMS Cornwall (80 cañones) se enfrentó al África a muy corta distancia, perdiendo este último el mastelero mayor y sufrir otros daños en su aparejo. Poco después, el Conquistador, prácticamente sin aparejo, se retrasó a popa de su escuadra y recaló cerca de donde el Cornwall se estaba reacondicionando. Knowles no perdió la ocasión de atacar el buque.
El Conquistador resultó capturado en esa escaramuza por la tripulación del Cornwall. Su capitán, Tomás de San Justo, resultó muerto en la acción y fue sustituido por el segundo oficial al mando, D. José Blanco Tizón durante el combate, batiéndose bravamente hasta el fin, rindiéndose en torno a las cinco y media de la tarde. El alférez de fragata, D. Vicente de la Quintana, también pereció en el combate. También fallecieron los hermanos José y Luis de Pumarejo, oficiales de marina del Conquistador, cayendo en poder de los británicos alrededor de 300 prisioneros. El capitán del Canterbury, Edward Clarke. también se atribuyó el asalto final del Conquistador. No se tienen registros del buque tras su apresamiento, pero dado que fue impactado tres veces por bombas incendiarias, y parcialmente desarbolado, cabe suponer que no resistió el remolque hasta el puerto británico más cercano y naufragase en la travesía. Lo único cierto es que los británicos no hundieron el buque en el combate.